# Aeroporto di Macallè
L'Aeroporto di Macallè (IATA: MQX, ICAO: HAMK) è noto anche come Aeroporto Alula Aba Nega è un aeroporto che serve Macallè, la capitale della Regione dei Tigrè nel nord dell'Etiopia. L'aeroporto si trova a 10 km a sud-est della città.

## Storia
L'aeroporto è stato costruito alla fine degli anni '90 per sostituire quello vecchio situato a 7 km da Macallè. L'aeroporto prende il nome dal famoso capo militare del Tigrè il Ras Alula Engida, noto anche come Alula Aba Nega. All'inizio aveva una pista sterrata lunga 3.000 metri, con 21 voli per Addis Abeba, 4 per Shire e 2 per Humera.
Al 15 gennaio 1936 era sede del XLIV Gruppo con la 6ª Squadriglia, lo Stormo aeroplani da ricognizione tattica con il I Gruppo e la 103ª Squadriglia della Regia Aeronautica nell'ambito della Guerra d'Etiopia.

## Strutture
L'aeroporto è ad un'altezza di 2.257 m sopra il livello del mare. Ha una pista con una superficie di asfalto che misura 3.604 x 43 metri.

## Incidenti
Il 22 agosto 1982, un Douglas DC-3 ET-AHP della Ethiopian Airlines fu danneggiato irreparabilmente in un incidente di decollo.